# Guayania
Guayania is een geslacht van hooiwagens uit de familie Zalmoxioidae.
De wetenschappelijke naam Guayania is voor het eerst geldig gepubliceerd door González-Sponga in 1999. 

## Soorten
Guayania is monotypisch en omvat slechts de volgende soort:
- Guayania inflata